# Okręg wyborczy nr 15 do Sejmu Rzeczypospolitej Polskiej
Okręg wyborczy nr 15 do Sejmu Rzeczypospolitej Polskiej obejmuje obszar miasta na prawach powiatu Tarnowa oraz powiatów bocheńskiego, brzeskiego, dąbrowskiego, proszowickiego, tarnowskiego i wielickiego (województwo małopolskie). W obecnym kształcie został utworzony w 2001. Wybieranych jest w nim 9 posłów w systemie proporcjonalnym (do 2005 wybierano 8 posłów).
Siedzibą okręgowej komisji wyborczej jest Tarnów.

## Wyniki wyborów
| Podział 8 mandatów: SLD–UP: 2 Samoobrona: 1 PSL: 2 PO: 1 PiS: 1 LPR: 1 |

| Podział 9 mandatów: Samoobrona: 1 PSL: 1 PO: 2 PiS: 4 LPR: 1 |

| Podział 9 mandatów: PSL: 1 PO: 3 PiS: 5 |

| Podział 9 mandatów: PSL: 1 PO: 3 PiS: 5 |

| Podział 9 mandatów: PSL: 1 K’15: 1 PO: 1 PiS: 6 |

| Podział 9 mandatów: KO: 1 PSL: 1 PiS: 7 |

| Podział 9 mandatów: KO: 2 TD: 2 PiS: 5 |

## Reprezentanci okręgu
| Sejm | Rok  | Poseł KW                | Poseł KW                                | Poseł KW         | Poseł KW              | Poseł KW         | Poseł KW        | Poseł KW           | Poseł KW       | Poseł KW                              | Poseł KW             | Poseł KW           | Poseł KW           | Poseł KW                        | Poseł KW     | Poseł KW | Poseł KW            | Poseł KW | Poseł KW |
| ---- | ---- | ----------------------- | --------------------------------------- | ---------------- | --------------------- | ---------------- | --------------- | ------------------ | -------------- | ------------------------------------- | -------------------- | ------------------ | ------------------ | ------------------------------- | ------------ | -------- | ------------------- | -------- | -------- |
| IV   | 2001 |                         | K. Janik SLD–UP                         |                  | M. Grabowski LPR      |                  | W. Woda PSL     |                    | A. Grad PO     |                                       | M. Curyło Samoobrona |                    | B. Marianowska PiS |                                 | J. Kubik PSL |          | A. Skrzyński SLD–UP | —        | —        |
| V    | 2005 |                         | J. Rojek PiS                            | B. Sobczak LPR   | J. Zawisza Samoobrona |                  | W. Woda PSL     | M. Wojtkiewicz PiS | A. Grad PO     |                                       | E. Czesak PiS        |                    | B. Marianowska PiS | U. Augustyn PO (2005) KO (2019) |              |          |                     |          |          |
| V    | 2006 | R. Pantera PiS          |                                         | B. Sobczak LPR   | J. Zawisza Samoobrona |                  | W. Woda PSL     | M. Wojtkiewicz PiS | A. Grad PO     |                                       | E. Czesak PiS        |                    | B. Marianowska PiS | U. Augustyn PO (2005) KO (2019) |              |          |                     |          |          |
| VI   | 2007 | J. Rojek PiS            |                                         | J. Pilch PiS     |                       | J. Musiał PO     | W. Woda PSL     | M. Wojtkiewicz PiS | A. Grad PO     |                                       | E. Czesak PiS        |                    | B. Marianowska PiS | U. Augustyn PO (2005) KO (2019) |              |          |                     |          |          |
| VI   | 2010 | J. Rojek PiS            | A. Sztorc PSL                           | J. Pilch PiS     |                       | J. Musiał PO     |                 | M. Wojtkiewicz PiS | A. Grad PO     |                                       | E. Czesak PiS        |                    | B. Marianowska PiS | U. Augustyn PO (2005) KO (2019) |              |          |                     |          |          |
| VII  | 2011 | J. Rojek PiS            | A. Sztorc PSL                           | W. Bernacki PiS  | R. Wardzała PO        | J. Ziobro PiS    |                 | M. Wojtkiewicz PiS | A. Grad PO     |                                       | E. Czesak PiS        |                    |                    | U. Augustyn PO (2005) KO (2019) |              |          |                     |          |          |
| VII  | 2012 | J. Rojek PiS            | A. Sztorc PSL                           | W. Bernacki PiS  | R. Wardzała PO        | J. Ziobro PiS    | E. Achinger PO  | M. Wojtkiewicz PiS |                |                                       | E. Czesak PiS        |                    |                    | U. Augustyn PO (2005) KO (2019) |              |          |                     |          |          |
| VII  | 2015 | J. Rojek PiS            | A. Sztorc PSL                           | W. Bernacki PiS  | R. Wardzała PO        | J. Ziobro PiS    | E. Achinger PO  | M. Wojtkiewicz PiS | U. Rusecka PiS |                                       |                      |                    |                    | U. Augustyn PO (2005) KO (2019) |              |          |                     |          |          |
| VIII | 2015 | J. Szczurek-Żelazko PiS | W. Kosiniak-Kamysz PSL (2015) TD (2023) | W. Bernacki PiS  |                       | W. Krajewski PiS |                 | M. Wojtkiewicz PiS | U. Rusecka PiS | N. Kaczmarczyk K’15 (2015) PiS (2019) | A. Czech PiS         |                    |                    | U. Augustyn PO (2005) KO (2019) |              |          |                     |          |          |
| IX   | 2019 | J. Szczurek-Żelazko PiS | W. Kosiniak-Kamysz PSL (2015) TD (2023) | A. Pieczarka PiS |                       | W. Krajewski PiS | S. Bukowiec PiS | P. Sak PiS         | U. Rusecka PiS | N. Kaczmarczyk K’15 (2015) PiS (2019) |                      |                    |                    | U. Augustyn PO (2005) KO (2019) |              |          |                     |          |          |
| X    | 2023 | J. Szczurek-Żelazko PiS | W. Kosiniak-Kamysz PSL (2015) TD (2023) | A. Pieczarka PiS |                       | W. Krajewski PiS |                 | R. Wardzała KO     | U. Rusecka PiS | N. Kaczmarczyk K’15 (2015) PiS (2019) |                      | P. Górnikiewicz TD |                    | U. Augustyn PO (2005) KO (2019) |              |          |                     |          |          |

### Wybory parlamentarne 2001
| Komitet wyborczy                                      | Komitet wyborczy                              | Głosów | %     | Mandaty | Wybrani posłowie                   |
| ----------------------------------------------------- | --------------------------------------------- | ------ | ----- | ------- | ---------------------------------- |
|                                                       | KKW Sojusz Lewicy Demokratycznej – Unia Pracy | 57 821 | 25,56 | 2       | Krzysztof Janik, Andrzej Skrzyński |
|                                                       | Polskie Stronnictwo Ludowe                    | 39 362 | 17,40 | 2       | Wiesław Woda, Jan Kubik            |
|                                                       | KWW Platforma Obywatelska                     | 31 154 | 13,77 | 1       | Aleksander Grad                    |
|                                                       | Liga Polskich Rodzin                          | 29 444 | 13,02 | 1       | Mariusz Grabowski                  |
|                                                       | Samoobrona Rzeczpospolitej Polskiej           | 22 733 | 10,05 | 1       | Marian Curyło                      |
|                                                       | Prawo i Sprawiedliwość                        | 22 103 | 9,77  | 1       | Barbara Marianowska                |
|                                                       | KKW Akcja Wyborcza Solidarność Prawicy        | 17 800 | 7,87  | –       |                                    |
|                                                       | Unia Wolności                                 | 5019   | 2,22  | –       |                                    |
|                                                       | Alternatywa Ruch Społeczny                    | 738    | 0,33  | –       |                                    |
| Frekwencja: 46,59% Źródło: Państwowa Komisja Wyborcza |                                               |        |       |         |                                    |

Poniższa tabela przedstawia podział mandatów dla komitetów wyborczych na podstawie uzyskanych głosów, a następnie obliczonych ilorazów wyborczych na podstawie zmodyfikowanej metody Sainte-Laguë.
| Podział mandatów dla komitetów wyborczych na podstawie zmodyfikowanej metody Sainte-Laguë | Podział mandatów dla komitetów wyborczych na podstawie zmodyfikowanej metody Sainte-Laguë | Podział mandatów dla komitetów wyborczych na podstawie zmodyfikowanej metody Sainte-Laguë | Podział mandatów dla komitetów wyborczych na podstawie zmodyfikowanej metody Sainte-Laguë | Podział mandatów dla komitetów wyborczych na podstawie zmodyfikowanej metody Sainte-Laguë | Podział mandatów dla komitetów wyborczych na podstawie zmodyfikowanej metody Sainte-Laguë | Podział mandatów dla komitetów wyborczych na podstawie zmodyfikowanej metody Sainte-Laguë | Podział mandatów dla komitetów wyborczych na podstawie zmodyfikowanej metody Sainte-Laguë | Podział mandatów dla komitetów wyborczych na podstawie zmodyfikowanej metody Sainte-Laguë | Podział mandatów dla komitetów wyborczych na podstawie zmodyfikowanej metody Sainte-Laguë | Podział mandatów dla komitetów wyborczych na podstawie zmodyfikowanej metody Sainte-Laguë |
| Komitet wyborczy                                                                          | Komitet wyborczy                                                                          | Liczba głosów                                                                             | Iloraz wyborczy                                                                           | Iloraz wyborczy                                                                           | Iloraz wyborczy                                                                           | Iloraz wyborczy                                                                           | Iloraz wyborczy                                                                           | Mandaty                                                                                   | TP                                                                                        |                                                                                           |
| Komitet wyborczy                                                                          | Komitet wyborczy                                                                          | Liczba głosów                                                                             | /1,4                                                                                      | /3                                                                                        | /5                                                                                        | ...                                                                                       | /15                                                                                       | Mandaty                                                                                   | TP                                                                                        |                                                                                           |
| ----------------------------------------------------------------------------------------- | ----------------------------------------------------------------------------------------- | ----------------------------------------------------------------------------------------- | ----------------------------------------------------------------------------------------- | ----------------------------------------------------------------------------------------- | ----------------------------------------------------------------------------------------- | ----------------------------------------------------------------------------------------- | ----------------------------------------------------------------------------------------- | ----------------------------------------------------------------------------------------- | ----------------------------------------------------------------------------------------- | ----------------------------------------------------------------------------------------- |
|                                                                                           | KKW Sojusz Lewicy Demokratycznej – Unia Pracy                                             | 57 821                                                                                    | 41 301                                                                                    | 19 274                                                                                    | 11 564                                                                                    | ...                                                                                       | 3855                                                                                      | 2                                                                                         | 2,28                                                                                      |                                                                                           |
|                                                                                           | Polskie Stronnictwo Ludowe                                                                | 39 362                                                                                    | 28 116                                                                                    | 13 121                                                                                    | 7872                                                                                      | ...                                                                                       | 2624                                                                                      | 2                                                                                         | 1,55                                                                                      |                                                                                           |
|                                                                                           | KWW Platforma Obywatelska                                                                 | 31 154                                                                                    | 22 253                                                                                    | 10 385                                                                                    | 6231                                                                                      | ...                                                                                       | 2077                                                                                      | 1                                                                                         | 1,23                                                                                      |                                                                                           |
|                                                                                           | Liga Polskich Rodzin                                                                      | 29 444                                                                                    | 21 031                                                                                    | 9815                                                                                      | 5889                                                                                      | ...                                                                                       | 1963                                                                                      | 1                                                                                         | 1,16                                                                                      |                                                                                           |
|                                                                                           | Samoobrona Rzeczpospolitej Polskiej                                                       | 22 733                                                                                    | 16 238                                                                                    | 7578                                                                                      | 4547                                                                                      | ...                                                                                       | 1516                                                                                      | 1                                                                                         | 0,90                                                                                      |                                                                                           |
|                                                                                           | Prawo i Sprawiedliwość                                                                    | 22 103                                                                                    | 15 788                                                                                    | 7368                                                                                      | 4421                                                                                      | ...                                                                                       | 1474                                                                                      | 1                                                                                         | 0,87                                                                                      |                                                                                           |
| Ogółem                                                                                    | Ogółem                                                                                    | 202 617                                                                                   | —                                                                                         | —                                                                                         | —                                                                                         | —                                                                                         | —                                                                                         | 8                                                                                         | 8                                                                                         |                                                                                           |

### Wybory parlamentarne 2005
| Komitet wyborczy                                      | Komitet wyborczy                        | Głosów | %     | Mandaty | Wybrani posłowie                                                                    |
| ----------------------------------------------------- | --------------------------------------- | ------ | ----- | ------- | ----------------------------------------------------------------------------------- |
|                                                       | Prawo i Sprawiedliwość                  | 75 578 | 33,93 | 4       | Józef Rojek, Barbara Marianowska, Michał Wojtkiewicz, Edward Czesak, Robert Pantera |
|                                                       | Platforma Obywatelska RP                | 45 176 | 20,28 | 2       | Aleksander Grad, Urszula Augustyn                                                   |
|                                                       | Liga Polskich Rodzin                    | 28 160 | 12,64 | 1       | Bogusław Sobczak                                                                    |
|                                                       | Samoobrona Rzeczpospolitej Polskiej     | 22 006 | 9,88  | 1       | Jerzy Zawisza                                                                       |
|                                                       | Polskie Stronnictwo Ludowe              | 20 809 | 9,34  | 1       | Wiesław Woda                                                                        |
|                                                       | Sojusz Lewicy Demokratycznej            | 13 181 | 5,92  | –       |                                                                                     |
|                                                       | Socjaldemokracja Polska                 | 4900   | 2,20  | –       |                                                                                     |
|                                                       | Platforma Janusza Korwin-Mikke          | 3597   | 1,61  | –       |                                                                                     |
|                                                       | Partia Demokratyczna – demokraci.pl     | 2672   | 1,20  | –       |                                                                                     |
|                                                       | Polska Partia Pracy                     | 1626   | 0,73  | –       |                                                                                     |
|                                                       | Ruch Patriotyczny                       | 1472   | 0,66  | –       |                                                                                     |
|                                                       | Centrum                                 | 1361   | 0,61  | –       |                                                                                     |
|                                                       | Dom Ojczysty                            | 1270   | 0,57  | –       |                                                                                     |
|                                                       | KWW – Ogólnopolska Koalicja Obywatelska | 627    | 0,28  | –       |                                                                                     |
|                                                       | Polska Partia Narodowa                  | 328    | 0,15  | –       |                                                                                     |
| Frekwencja: 42,76% Źródło: Państwowa Komisja Wyborcza |                                         |        |       |         |                                                                                     |

Poniższa tabela przedstawia podział mandatów dla komitetów wyborczych na podstawie uzyskanych głosów, a następnie obliczonych ilorazów wyborczych na podstawie metody D’Hondta.
| Podział mandatów dla komitetów wyborczych na podstawie metody D’Hondta | Podział mandatów dla komitetów wyborczych na podstawie metody D’Hondta | Podział mandatów dla komitetów wyborczych na podstawie metody D’Hondta | Podział mandatów dla komitetów wyborczych na podstawie metody D’Hondta | Podział mandatów dla komitetów wyborczych na podstawie metody D’Hondta | Podział mandatów dla komitetów wyborczych na podstawie metody D’Hondta | Podział mandatów dla komitetów wyborczych na podstawie metody D’Hondta | Podział mandatów dla komitetów wyborczych na podstawie metody D’Hondta | Podział mandatów dla komitetów wyborczych na podstawie metody D’Hondta | Podział mandatów dla komitetów wyborczych na podstawie metody D’Hondta | Podział mandatów dla komitetów wyborczych na podstawie metody D’Hondta | Podział mandatów dla komitetów wyborczych na podstawie metody D’Hondta |
| Komitet wyborczy                                                       | Komitet wyborczy                                                       | Liczba głosów                                                          | Iloraz wyborczy                                                        | Iloraz wyborczy                                                        | Iloraz wyborczy                                                        | Iloraz wyborczy                                                        | Iloraz wyborczy                                                        | Iloraz wyborczy                                                        | Iloraz wyborczy                                                        | Mandaty                                                                | TP                                                                     |
| Komitet wyborczy                                                       | Komitet wyborczy                                                       | Liczba głosów                                                          | /1                                                                     | /2                                                                     | /3                                                                     | /4                                                                     | /5                                                                     | ...                                                                    | /9                                                                     | Mandaty                                                                | TP                                                                     |
| ---------------------------------------------------------------------- | ---------------------------------------------------------------------- | ---------------------------------------------------------------------- | ---------------------------------------------------------------------- | ---------------------------------------------------------------------- | ---------------------------------------------------------------------- | ---------------------------------------------------------------------- | ---------------------------------------------------------------------- | ---------------------------------------------------------------------- | ---------------------------------------------------------------------- | ---------------------------------------------------------------------- | ---------------------------------------------------------------------- |
|                                                                        | Prawo i Sprawiedliwość                                                 | 75 578                                                                 | 75 578                                                                 | 37 789                                                                 | 25 193                                                                 | 18 895                                                                 | 15 116                                                                 | ...                                                                    | 8396                                                                   | 4                                                                      | 3,32                                                                   |
|                                                                        | Platforma Obywatelska RP                                               | 45 176                                                                 | 45 176                                                                 | 22 588                                                                 | 15 059                                                                 | 11 294                                                                 | 9035                                                                   | ...                                                                    | 5020                                                                   | 2                                                                      | 1,98                                                                   |
|                                                                        | Liga Polskich Rodzin                                                   | 28 160                                                                 | 28 160                                                                 | 14 080                                                                 | 9387                                                                   | 7040                                                                   | 5632                                                                   | ...                                                                    | 3129                                                                   | 1                                                                      | 1,24                                                                   |
|                                                                        | Samoobrona Rzeczpospolitej Polskiej                                    | 22 006                                                                 | 22 006                                                                 | 11 003                                                                 | 7335                                                                   | 5502                                                                   | 4401                                                                   | ...                                                                    | 2445                                                                   | 1                                                                      | 0,97                                                                   |
|                                                                        | Polskie Stronnictwo Ludowe                                             | 20 809                                                                 | 20 809                                                                 | 10 405                                                                 | 6936                                                                   | 5202                                                                   | 4162                                                                   | ...                                                                    | 2312                                                                   | 1                                                                      | 0,91                                                                   |
|                                                                        | Sojusz Lewicy Demokratycznej                                           | 13 181                                                                 | 13 181                                                                 | 6591                                                                   | 4394                                                                   | 3295                                                                   | 2636                                                                   | ...                                                                    | 1465                                                                   | 0                                                                      | 0,58                                                                   |
| Ogółem                                                                 | Ogółem                                                                 | 204 910                                                                | —                                                                      | —                                                                      | —                                                                      | —                                                                      | —                                                                      | —                                                                      | —                                                                      | 9                                                                      | 9                                                                      |

### Wybory parlamentarne 2007
| Komitet wyborczy                                      | Komitet wyborczy                      | Głosów  | %     | Mandaty | Wybrani posłowie                                                                 |
| ----------------------------------------------------- | ------------------------------------- | ------- | ----- | ------- | -------------------------------------------------------------------------------- |
|                                                       | Prawo i Sprawiedliwość                | 128 391 | 45,64 | 5       | Barbara Marianowska, Edward Czesak, Michał Wojtkiewicz, Józef Rojek, Jacek Pilch |
|                                                       | Platforma Obywatelska RP              | 90 638  | 32,22 | 3       | Aleksander Grad, Urszula Augustyn, Jan Musiał                                    |
|                                                       | Polskie Stronnictwo Ludowe            | 31 599  | 11,23 | 1       | Wiesław Woda, Andrzej Sztorc                                                     |
|                                                       | KKW Lewica i Demokraci SLD+SDPL+PD+UP | 20 609  | 7,33  | –       |                                                                                  |
|                                                       | Liga Polskich Rodzin                  | 4399    | 1,56  | –       |                                                                                  |
|                                                       | Samoobrona Rzeczpospolitej Polskiej   | 3234    | 1,15  | –       |                                                                                  |
|                                                       | Polska Partia Pracy                   | 2453    | 0,87  | –       |                                                                                  |
| Frekwencja: 52,26% Źródło: Państwowa Komisja Wyborcza |                                       |         |       |         |                                                                                  |

Poniższa tabela przedstawia podział mandatów dla komitetów wyborczych na podstawie uzyskanych głosów, a następnie obliczonych ilorazów wyborczych na podstawie metody D’Hondta.
| Podział mandatów dla komitetów wyborczych na podstawie metody D’Hondta | Podział mandatów dla komitetów wyborczych na podstawie metody D’Hondta | Podział mandatów dla komitetów wyborczych na podstawie metody D’Hondta | Podział mandatów dla komitetów wyborczych na podstawie metody D’Hondta | Podział mandatów dla komitetów wyborczych na podstawie metody D’Hondta | Podział mandatów dla komitetów wyborczych na podstawie metody D’Hondta | Podział mandatów dla komitetów wyborczych na podstawie metody D’Hondta | Podział mandatów dla komitetów wyborczych na podstawie metody D’Hondta | Podział mandatów dla komitetów wyborczych na podstawie metody D’Hondta | Podział mandatów dla komitetów wyborczych na podstawie metody D’Hondta | Podział mandatów dla komitetów wyborczych na podstawie metody D’Hondta | Podział mandatów dla komitetów wyborczych na podstawie metody D’Hondta | Podział mandatów dla komitetów wyborczych na podstawie metody D’Hondta |
| Komitet wyborczy                                                       | Komitet wyborczy                                                       | Liczba głosów                                                          | Iloraz wyborczy                                                        | Iloraz wyborczy                                                        | Iloraz wyborczy                                                        | Iloraz wyborczy                                                        | Iloraz wyborczy                                                        | Iloraz wyborczy                                                        | Iloraz wyborczy                                                        | Iloraz wyborczy                                                        | Mandaty                                                                | TP                                                                     |
| Komitet wyborczy                                                       | Komitet wyborczy                                                       | Liczba głosów                                                          | /1                                                                     | /2                                                                     | /3                                                                     | /4                                                                     | /5                                                                     | /6                                                                     | ...                                                                    | /9                                                                     | Mandaty                                                                | TP                                                                     |
| ---------------------------------------------------------------------- | ---------------------------------------------------------------------- | ---------------------------------------------------------------------- | ---------------------------------------------------------------------- | ---------------------------------------------------------------------- | ---------------------------------------------------------------------- | ---------------------------------------------------------------------- | ---------------------------------------------------------------------- | ---------------------------------------------------------------------- | ---------------------------------------------------------------------- | ---------------------------------------------------------------------- | ---------------------------------------------------------------------- | ---------------------------------------------------------------------- |
|                                                                        | Prawo i Sprawiedliwość                                                 | 128 391                                                                | 128 391                                                                | 64 196                                                                 | 42 797                                                                 | 32 098                                                                 | 25 678                                                                 | 21 399                                                                 | ...                                                                    | 14 266                                                                 | 5                                                                      | 4,26                                                                   |
|                                                                        | Platforma Obywatelska RP                                               | 90 638                                                                 | 90 638                                                                 | 45 319                                                                 | 30 213                                                                 | 22 660                                                                 | 18 128                                                                 | 15 106                                                                 | ...                                                                    | 10 071                                                                 | 3                                                                      | 3,01                                                                   |
|                                                                        | Polskie Stronnictwo Ludowe                                             | 31 599                                                                 | 31 599                                                                 | 15 800                                                                 | 10 533                                                                 | 7900                                                                   | 6320                                                                   | 5267                                                                   | ...                                                                    | 3511                                                                   | 1                                                                      | 1,05                                                                   |
|                                                                        | KKW Lewica i Demokraci SLD+SDPL+PD+UP                                  | 20 609                                                                 | 20 609                                                                 | 10 305                                                                 | 6870                                                                   | 5152                                                                   | 4122                                                                   | 3435                                                                   | ...                                                                    | 2290                                                                   | 0                                                                      | 0,68                                                                   |
| Ogółem                                                                 | Ogółem                                                                 | 271 237                                                                | —                                                                      | —                                                                      | —                                                                      | —                                                                      | —                                                                      | —                                                                      | —                                                                      | —                                                                      | 9                                                                      | 9                                                                      |

### Wybory parlamentarne 2011
| Komitet wyborczy                                      | Komitet wyborczy                  | Głosów  | %     | Mandaty | Wybrani posłowie                                                                                  |
| ----------------------------------------------------- | --------------------------------- | ------- | ----- | ------- | ------------------------------------------------------------------------------------------------- |
|                                                       | Prawo i Sprawiedliwość            | 112 982 | 43,80 | 5       | Edward Czesak, Włodzimierz Bernacki, Józef Rojek, Michał Wojtkiewicz, Jan Ziobro, Urszula Rusecka |
|                                                       | Platforma Obywatelska RP          | 76 688  | 29,73 | 3       | Aleksander Grad, Robert Wardzała, Urszula Augustyn, Elżbieta Achinger                             |
|                                                       | Polskie Stronnictwo Ludowe        | 25 833  | 10,01 | 1       | Andrzej Sztorc                                                                                    |
|                                                       | Ruch Palikota                     | 17 017  | 6,60  | –       |                                                                                                   |
|                                                       | Sojusz Lewicy Demokratycznej      | 13 863  | 5,37  | –       |                                                                                                   |
|                                                       | Polska Jest Najważniejsza         | 7909    | 3,07  | –       |                                                                                                   |
|                                                       | Prawica                           | 2457    | 0,95  | –       |                                                                                                   |
|                                                       | Polska Partia Pracy – Sierpień 80 | 1201    | 0,47  | –       |                                                                                                   |
| Frekwencja: 47,96% Źródło: Państwowa Komisja Wyborcza |                                   |         |       |         |                                                                                                   |

Poniższa tabela przedstawia podział mandatów dla komitetów wyborczych na podstawie uzyskanych głosów, a następnie obliczonych ilorazów wyborczych na podstawie metody D’Hondta.
| Podział mandatów dla komitetów wyborczych na podstawie metody D’Hondta | Podział mandatów dla komitetów wyborczych na podstawie metody D’Hondta | Podział mandatów dla komitetów wyborczych na podstawie metody D’Hondta | Podział mandatów dla komitetów wyborczych na podstawie metody D’Hondta | Podział mandatów dla komitetów wyborczych na podstawie metody D’Hondta | Podział mandatów dla komitetów wyborczych na podstawie metody D’Hondta | Podział mandatów dla komitetów wyborczych na podstawie metody D’Hondta | Podział mandatów dla komitetów wyborczych na podstawie metody D’Hondta | Podział mandatów dla komitetów wyborczych na podstawie metody D’Hondta | Podział mandatów dla komitetów wyborczych na podstawie metody D’Hondta | Podział mandatów dla komitetów wyborczych na podstawie metody D’Hondta | Podział mandatów dla komitetów wyborczych na podstawie metody D’Hondta | Podział mandatów dla komitetów wyborczych na podstawie metody D’Hondta |
| Komitet wyborczy                                                       | Komitet wyborczy                                                       | Liczba głosów                                                          | Iloraz wyborczy                                                        | Iloraz wyborczy                                                        | Iloraz wyborczy                                                        | Iloraz wyborczy                                                        | Iloraz wyborczy                                                        | Iloraz wyborczy                                                        | Iloraz wyborczy                                                        | Iloraz wyborczy                                                        | Mandaty                                                                | TP                                                                     |
| Komitet wyborczy                                                       | Komitet wyborczy                                                       | Liczba głosów                                                          | /1                                                                     | /2                                                                     | /3                                                                     | /4                                                                     | /5                                                                     | /6                                                                     | ...                                                                    | /9                                                                     | Mandaty                                                                | TP                                                                     |
| ---------------------------------------------------------------------- | ---------------------------------------------------------------------- | ---------------------------------------------------------------------- | ---------------------------------------------------------------------- | ---------------------------------------------------------------------- | ---------------------------------------------------------------------- | ---------------------------------------------------------------------- | ---------------------------------------------------------------------- | ---------------------------------------------------------------------- | ---------------------------------------------------------------------- | ---------------------------------------------------------------------- | ---------------------------------------------------------------------- | ---------------------------------------------------------------------- |
|                                                                        | Prawo i Sprawiedliwość                                                 | 112 982                                                                | 112 982                                                                | 56 491                                                                 | 37 661                                                                 | 28 246                                                                 | 22 596                                                                 | 18 830                                                                 | ...                                                                    | 12 554                                                                 | 5                                                                      | 4,13                                                                   |
|                                                                        | Platforma Obywatelska RP                                               | 76 688                                                                 | 76 688                                                                 | 38 344                                                                 | 25 563                                                                 | 19 172                                                                 | 15 338                                                                 | 12 781                                                                 | ...                                                                    | 8521                                                                   | 3                                                                      | 2,80                                                                   |
|                                                                        | Polskie Stronnictwo Ludowe                                             | 25 833                                                                 | 25 833                                                                 | 12 917                                                                 | 8611                                                                   | 6458                                                                   | 5167                                                                   | 4306                                                                   | ...                                                                    | 2870                                                                   | 1                                                                      | 0,94                                                                   |
|                                                                        | Ruch Palikota                                                          | 17 017                                                                 | 17 017                                                                 | 8509                                                                   | 5672                                                                   | 4254                                                                   | 3403                                                                   | 2836                                                                   | ...                                                                    | 1891                                                                   | 0                                                                      | 0,62                                                                   |
|                                                                        | Sojusz Lewicy Demokratycznej                                           | 13 863                                                                 | 13 863                                                                 | 6932                                                                   | 4621                                                                   | 3466                                                                   | 2773                                                                   | 2311                                                                   | ...                                                                    | 1540                                                                   | 0                                                                      | 0,51                                                                   |
| Ogółem                                                                 | Ogółem                                                                 | 246 383                                                                | —                                                                      | —                                                                      | —                                                                      | —                                                                      | —                                                                      | —                                                                      | —                                                                      | —                                                                      | 9                                                                      | 9                                                                      |

### Wybory parlamentarne 2015
| Komitet wyborczy                                      | Komitet wyborczy                             | Głosów  | %     | Mandaty | Wybrani posłowie                                                                                                  |
| ----------------------------------------------------- | -------------------------------------------- | ------- | ----- | ------- | --- |
|                                                       | Prawo i Sprawiedliwość                       | 151 623 | 51,99 | 6       | Włodzimierz Bernacki, Urszula Rusecka, Józefa Szczurek-Żelazko, Michał Wojtkiewicz, Wiesław Krajewski, Anna Czech |
|                                                       | Platforma Obywatelska RP                     | 42 887  | 14,71 | 1       | Urszula Augustyn                                                                                                  |
|                                                       | KWW Kukiz’15                                 | 28 005  | 9,60  | 1       | Norbert Kaczmarczyk                                                                                               |
|                                                       | Polskie Stronnictwo Ludowe                   | 23 552  | 8,08  | 1       | Władysław Kosiniak-Kamysz                                                                                         |
|                                                       | KORWiN                                       | 13 766  | 4,72  | –       | |
|                                                       | Nowoczesna Ryszarda Petru                    | 13 233  | 4,54  | –       | |
|                                                       | KKW Zjednoczona Lewica SLD+TR+PPS+UP+Zieloni | 9933    | 3,41  | –       | |
|                                                       | Partia Razem                                 | 7082    | 2,43  | –       | |
|                                                       | KWW Grzegorza Brauna „Szczęść Boże!”         | 906     | 0,31  | –       | |
|                                                       | Kongres Nowej Prawicy                        | 654     | 0,22  | –       | |
| Frekwencja: 51,85% Źródło: Państwowa Komisja Wyborcza |                                              |         |       |         | |

Poniższa tabela przedstawia podział mandatów dla komitetów wyborczych na podstawie uzyskanych głosów, a następnie obliczonych ilorazów wyborczych na podstawie metody D’Hondta.
| Podział mandatów dla komitetów wyborczych na podstawie metody D’Hondta | Podział mandatów dla komitetów wyborczych na podstawie metody D’Hondta | Podział mandatów dla komitetów wyborczych na podstawie metody D’Hondta | Podział mandatów dla komitetów wyborczych na podstawie metody D’Hondta | Podział mandatów dla komitetów wyborczych na podstawie metody D’Hondta | Podział mandatów dla komitetów wyborczych na podstawie metody D’Hondta | Podział mandatów dla komitetów wyborczych na podstawie metody D’Hondta | Podział mandatów dla komitetów wyborczych na podstawie metody D’Hondta | Podział mandatów dla komitetów wyborczych na podstawie metody D’Hondta | Podział mandatów dla komitetów wyborczych na podstawie metody D’Hondta | Podział mandatów dla komitetów wyborczych na podstawie metody D’Hondta | Podział mandatów dla komitetów wyborczych na podstawie metody D’Hondta | Podział mandatów dla komitetów wyborczych na podstawie metody D’Hondta | Podział mandatów dla komitetów wyborczych na podstawie metody D’Hondta |
| Komitet wyborczy                                                       | Komitet wyborczy                                                       | Liczba głosów                                                          | Iloraz wyborczy                                                        | Iloraz wyborczy                                                        | Iloraz wyborczy                                                        | Iloraz wyborczy                                                        | Iloraz wyborczy                                                        | Iloraz wyborczy                                                        | Iloraz wyborczy                                                        | Iloraz wyborczy                                                        | Iloraz wyborczy                                                        | Mandaty                                                                | TP                                                                     |
| Komitet wyborczy                                                       | Komitet wyborczy                                                       | Liczba głosów                                                          | /1                                                                     | /2                                                                     | /3                                                                     | /4                                                                     | /5                                                                     | /6                                                                     | /7                                                                     | /8                                                                     | /9                                                                     | Mandaty                                                                | TP                                                                     |
| ---------------------------------------------------------------------- | ---------------------------------------------------------------------- | ---------------------------------------------------------------------- | ---------------------------------------------------------------------- | ---------------------------------------------------------------------- | ---------------------------------------------------------------------- | ---------------------------------------------------------------------- | ---------------------------------------------------------------------- | ---------------------------------------------------------------------- | ---------------------------------------------------------------------- | ---------------------------------------------------------------------- | ---------------------------------------------------------------------- | ---------------------------------------------------------------------- | ---------------------------------------------------------------------- |
|                                                                        | Prawo i Sprawiedliwość                                                 | 151 623                                                                | 151 623                                                                | 75 812                                                                 | 50 541                                                                 | 37 906                                                                 | 30 325                                                                 | 25 271                                                                 | 21 660                                                                 | 18 953                                                                 | 16 847                                                                 | 6                                                                      | 5,26                                                                   |
|                                                                        | Platforma Obywatelska RP                                               | 42 887                                                                 | 42 887                                                                 | 21 444                                                                 | 14 296                                                                 | 10 722                                                                 | 8577                                                                   | 7148                                                                   | 6127                                                                   | 5361                                                                   | 4765                                                                   | 1                                                                      | 1,49                                                                   |
|                                                                        | KWW Kukiz’15                                                           | 28 005                                                                 | 28 005                                                                 | 14 003                                                                 | 9335                                                                   | 7001                                                                   | 5601                                                                   | 4668                                                                   | 4001                                                                   | 3501                                                                   | 3112                                                                   | 1                                                                      | 0,97                                                                   |
|                                                                        | Polskie Stronnictwo Ludowe                                             | 23 552                                                                 | 23 552                                                                 | 11 776                                                                 | 7851                                                                   | 5888                                                                   | 4710                                                                   | 3925                                                                   | 3365                                                                   | 2944                                                                   | 2617                                                                   | 1                                                                      | 0,82                                                                   |
|                                                                        | Nowoczesna Ryszarda Petru                                              | 13 233                                                                 | 13 233                                                                 | 6617                                                                   | 4411                                                                   | 3308                                                                   | 2647                                                                   | 2206                                                                   | 1890                                                                   | 1654                                                                   | 1470                                                                   | 0                                                                      | 0,46                                                                   |
| Ogółem                                                                 | Ogółem                                                                 | 259 300                                                                | —                                                                      | —                                                                      | —                                                                      | —                                                                      | —                                                                      | —                                                                      | —                                                                      | —                                                                      | —                                                                      | 9                                                                      | 9                                                                      |

### Wybory parlamentarne 2019
| Komitet wyborczy                                      | Komitet wyborczy                           | Głosów  | %     | Mandaty | Wybrani posłowie |
| ----------------------------------------------------- | ------------------------------------------ | ------- | ----- | ------- | --- |
|                                                       | Prawo i Sprawiedliwość                     | 206 845 | 59,59 | 7       | Anna Pieczarka, Józefa Szczurek-Żelazko, Urszula Rusecka, Wiesław Krajewski, Stanisław Bukowiec, Norbert Kaczmarczyk, Piotr Sak |
|                                                       | KKW Koalicja Obywatelska PO .N iPL Zieloni | 48 597  | 14,00 | 1       | Urszula Augustyn |
|                                                       | Polskie Stronnictwo Ludowe                 | 46 333  | 13,35 | 1       | Władysław Kosiniak-Kamysz |
|                                                       | Konfederacja Wolność i Niepodległość       | 24 695  | 7,11  | –       | |
|                                                       | Sojusz Lewicy Demokratycznej               | 20 618  | 5,94  | –       | |
| Frekwencja: 60,47% Źródło: Państwowa Komisja Wyborcza |                                            |         |       |         | |

Poniższa tabela przedstawia podział mandatów dla komitetów wyborczych na podstawie uzyskanych głosów, a następnie obliczonych ilorazów wyborczych na podstawie metody D’Hondta.
| Podział mandatów dla komitetów wyborczych na podstawie metody D’Hondta | Podział mandatów dla komitetów wyborczych na podstawie metody D’Hondta | Podział mandatów dla komitetów wyborczych na podstawie metody D’Hondta | Podział mandatów dla komitetów wyborczych na podstawie metody D’Hondta | Podział mandatów dla komitetów wyborczych na podstawie metody D’Hondta | Podział mandatów dla komitetów wyborczych na podstawie metody D’Hondta | Podział mandatów dla komitetów wyborczych na podstawie metody D’Hondta | Podział mandatów dla komitetów wyborczych na podstawie metody D’Hondta | Podział mandatów dla komitetów wyborczych na podstawie metody D’Hondta | Podział mandatów dla komitetów wyborczych na podstawie metody D’Hondta | Podział mandatów dla komitetów wyborczych na podstawie metody D’Hondta | Podział mandatów dla komitetów wyborczych na podstawie metody D’Hondta | Podział mandatów dla komitetów wyborczych na podstawie metody D’Hondta | Podział mandatów dla komitetów wyborczych na podstawie metody D’Hondta |
| Komitet wyborczy                                                       | Komitet wyborczy                                                       | Liczba głosów                                                          | Iloraz wyborczy                                                        | Iloraz wyborczy                                                        | Iloraz wyborczy                                                        | Iloraz wyborczy                                                        | Iloraz wyborczy                                                        | Iloraz wyborczy                                                        | Iloraz wyborczy                                                        | Iloraz wyborczy                                                        | Iloraz wyborczy                                                        | Mandaty                                                                | TP                                                                     |
| Komitet wyborczy                                                       | Komitet wyborczy                                                       | Liczba głosów                                                          | /1                                                                     | /2                                                                     | /3                                                                     | /4                                                                     | /5                                                                     | /6                                                                     | /7                                                                     | /8                                                                     | /9                                                                     | Mandaty                                                                | TP                                                                     |
| ---------------------------------------------------------------------- | ---------------------------------------------------------------------- | ---------------------------------------------------------------------- | ---------------------------------------------------------------------- | ---------------------------------------------------------------------- | ---------------------------------------------------------------------- | ---------------------------------------------------------------------- | ---------------------------------------------------------------------- | ---------------------------------------------------------------------- | ---------------------------------------------------------------------- | ---------------------------------------------------------------------- | ---------------------------------------------------------------------- | ---------------------------------------------------------------------- | ---------------------------------------------------------------------- |
|                                                                        | Prawo i Sprawiedliwość                                                 | 206 845                                                                | 206 845                                                                | 103 423                                                                | 68 948                                                                 | 51 711                                                                 | 41 369                                                                 | 34 474                                                                 | 29 549                                                                 | 25 856                                                                 | 22 983                                                                 | 7                                                                      | 5,36                                                                   |
|                                                                        | KKW Koalicja Obywatelska PO .N iPL Zieloni                             | 48 597                                                                 | 48 597                                                                 | 24 299                                                                 | 16 199                                                                 | 12 149                                                                 | 9717                                                                   | 8100                                                                   | 6942                                                                   | 6075                                                                   | 5400                                                                   | 1                                                                      | 1,26                                                                   |
|                                                                        | Polskie Stronnictwo Ludowe                                             | 46 333                                                                 | 46 333                                                                 | 23 167                                                                 | 15 444                                                                 | 11 583                                                                 | 9267                                                                   | 7722                                                                   | 6619                                                                   | 5792                                                                   | 5148                                                                   | 1                                                                      | 1,20                                                                   |
|                                                                        | Konfederacja Wolność i Niepodległość                                   | 24 695                                                                 | 24 695                                                                 | 12 348                                                                 | 8232                                                                   | 6174                                                                   | 4939                                                                   | 4116                                                                   | 3528                                                                   | 3087                                                                   | 2744                                                                   | 0                                                                      | 0,64                                                                   |
|                                                                        | Sojusz Lewicy Demokratycznej                                           | 20 618                                                                 | 20 618                                                                 | 10 309                                                                 | 6873                                                                   | 5155                                                                   | 4124                                                                   | 3436                                                                   | 2945                                                                   | 2577                                                                   | 2291                                                                   | 0                                                                      | 0,53                                                                   |
| Ogółem                                                                 | Ogółem                                                                 | 347 088                                                                | —                                                                      | —                                                                      | —                                                                      | —                                                                      | —                                                                      | —                                                                      | —                                                                      | —                                                                      | —                                                                      | 9                                                                      | 9                                                                      |

### Wybory parlamentarne 2023
| Komitet wyborczy                                      | Komitet wyborczy                                                           | Głosów  | %     | Mandaty | Wybrani posłowie                                                                                 |
| ----------------------------------------------------- | -------------------------------------------------------------------------- | ------- | ----- | ------- | ------------------------------------------------------------------------------------------------ |
|                                                       | Prawo i Sprawiedliwość                                                     | 196 433 | 48,67 | 5       | Anna Pieczarka, Józefa Szczurek-Żelazko, Wiesław Krajewski, Urszula Rusecka, Norbert Kaczmarczyk |
|                                                       | KKW Trzecia Droga Polska 2050 Szymona Hołowni – Polskie Stronnictwo Ludowe | 75 229  | 18,64 | 2       | Władysław Kosiniak-Kamysz, Piotr Górnikiewicz                                                    |
|                                                       | KKW Koalicja Obywatelska PO .N iPL Zieloni                                 | 68 690  | 17,02 | 2       | Urszula Augustyn, Robert Wardzała                                                                |
|                                                       | Konfederacja Wolność i Niepodległość                                       | 32 241  | 7,99  | –       |                                                                                                  |
|                                                       | Nowa Lewica                                                                | 16 152  | 4,00  | –       |                                                                                                  |
|                                                       | Polska Jest Jedna                                                          | 9 280   | 2,30  | –       |                                                                                                  |
|                                                       | KWW Bezpartyjni Samorządowcy                                               | 5 566   | 1,38  | –       |                                                                                                  |
| Frekwencja: 72,11% Źródło: Państwowa Komisja Wyborcza |                                                                            |         |       |         |                                                                                                  |

Poniższa tabela przedstawia podział mandatów dla komitetów wyborczych na podstawie uzyskanych głosów, a następnie obliczonych ilorazów wyborczych na podstawie metody D’Hondta.
| Podział mandatów dla komitetów wyborczych na podstawie metody D’Hondta | Podział mandatów dla komitetów wyborczych na podstawie metody D’Hondta     | Podział mandatów dla komitetów wyborczych na podstawie metody D’Hondta | Podział mandatów dla komitetów wyborczych na podstawie metody D’Hondta | Podział mandatów dla komitetów wyborczych na podstawie metody D’Hondta | Podział mandatów dla komitetów wyborczych na podstawie metody D’Hondta | Podział mandatów dla komitetów wyborczych na podstawie metody D’Hondta | Podział mandatów dla komitetów wyborczych na podstawie metody D’Hondta | Podział mandatów dla komitetów wyborczych na podstawie metody D’Hondta | Podział mandatów dla komitetów wyborczych na podstawie metody D’Hondta | Podział mandatów dla komitetów wyborczych na podstawie metody D’Hondta | Podział mandatów dla komitetów wyborczych na podstawie metody D’Hondta | Podział mandatów dla komitetów wyborczych na podstawie metody D’Hondta | Podział mandatów dla komitetów wyborczych na podstawie metody D’Hondta |
| Komitet wyborczy                                                       | Komitet wyborczy                                                           | Liczba głosów                                                          | Iloraz wyborczy                                                        | Iloraz wyborczy                                                        | Iloraz wyborczy                                                        | Iloraz wyborczy                                                        | Iloraz wyborczy                                                        | Iloraz wyborczy                                                        | Iloraz wyborczy                                                        | Iloraz wyborczy                                                        | Mandaty                                                                | TP                                                                     |                                                                        |
| Komitet wyborczy                                                       | Komitet wyborczy                                                           | Liczba głosów                                                          | /1                                                                     | /2                                                                     | /3                                                                     | /4                                                                     | /5                                                                     | /6                                                                     | ...                                                                    | /9                                                                     | Mandaty                                                                | TP                                                                     |                                                                        |
| ---------------------------------------------------------------------- | -------------------------------------------------------------------------- | ---------------------------------------------------------------------- | ---------------------------------------------------------------------- | ---------------------------------------------------------------------- | ---------------------------------------------------------------------- | ---------------------------------------------------------------------- | ---------------------------------------------------------------------- | ---------------------------------------------------------------------- | ---------------------------------------------------------------------- | ---------------------------------------------------------------------- | ---------------------------------------------------------------------- | ---------------------------------------------------------------------- | ---------------------------------------------------------------------- |
|                                                                        | Prawo i Sprawiedliwość                                                     | 196 433                                                                | 196 433                                                                | 98 217                                                                 | 65 478                                                                 | 49 108                                                                 | 39 287                                                                 | 32 739                                                                 | ...                                                                    | 21 826                                                                 | 5                                                                      | 4,55                                                                   |                                                                        |
|                                                                        | KKW Trzecia Droga Polska 2050 Szymona Hołowni – Polskie Stronnictwo Ludowe | 75 229                                                                 | 75 229                                                                 | 37 615                                                                 | 25 076                                                                 | 18 807                                                                 | 15 046                                                                 | 12 538                                                                 | ...                                                                    | 8 359                                                                  | 2                                                                      | 1,74                                                                   |                                                                        |
|                                                                        | KKW Koalicja Obywatelska PO .N iPL Zieloni                                 | 68 690                                                                 | 68 690                                                                 | 34 345                                                                 | 22 897                                                                 | 17 173                                                                 | 13 738                                                                 | 11 448                                                                 | ...                                                                    | 7 632                                                                  | 2                                                                      | 1,59                                                                   |                                                                        |
|                                                                        | Konfederacja Wolność i Niepodległość                                       | 32 241                                                                 | 32 241                                                                 | 16 121                                                                 | 10 747                                                                 | 8 060                                                                  | 6 448                                                                  | 5 374                                                                  | ...                                                                    | 3 582                                                                  | 0                                                                      | 0,75                                                                   |                                                                        |
|                                                                        | Nowa Lewica                                                                | 16 152                                                                 | 16 152                                                                 | 8 076                                                                  | 5 384                                                                  | 4 038                                                                  | 3 230                                                                  | 2 692                                                                  | ...                                                                    | 1 795                                                                  | 0                                                                      | 0,37                                                                   |                                                                        |
| Ogółem                                                                 | Ogółem                                                                     | 388 745                                                                | —                                                                      | —                                                                      | —                                                                      | —                                                                      | —                                                                      | —                                                                      | —                                                                      | —                                                                      | 9                                                                      | 9                                                                      |                                                                        |